# معما (فیلم ۲۰۱۳)
معما یا چیستان (به انگلیسی: Riddle) فیلمی محصول سال ۲۰۱۳ و به کارگردانی جان هارتمن و نیکلاس مروس است. در این فیلم بازیگرانی همچون الیزابت آرنوا، وال کیلمر، دیورا برد، ویلیام سدلر و رایان مالگرینی ایفای نقش کرده‌اند.